# Епархия Сан-Хосе-де-Майо
Епархия Сан-Хосе-де-Майо (лат. Dioecesis Sancti Iosephi in Uraquaria) — епархия Римско-Католической Церкви с центром в городе Сан-Хосе-де-Майо, Уругвай. Епархия Сан-Хосе-де-Майо распространяет свою юрисдикцию на департаменты Сан-Хосе и Флорес. Епархия Сан-Хосе-де-Майо входит в митрополию Монтевидео. Кафедральным собором епархии Сан-Хосе-де-Майо является церковь святого Иосифа в городе Сан-Хосе-де-Майо.

## История
15 ноября 1955 года Римский папа Пий XII издал буллу "Accepta arcano", которой учредил епархию Сан-Хосе-де-Майо, выделив её из архиепархии Монтевидео и Сальто.
17 декабря 1960 года и 25 ноября 1965 года епархия Сан-Хосе-де-Майо передала часть своей территории для возведения новых епархий Мерседеса и Канелонеса.

## Ординарии епархии
- епископ Luis Baccino (20.12.1955 — 5.07.1975);
- епископ Herbé Seijas (15.10.1975 — 3.05.1983);
- епископ  Пабло Галимберти ди Вьетри (12.12.1983 — 16.05.2006) — назначен епископом Сальто;
- епископ Arturo Eduardo Fajardo Bustamante (27.06.2007 — по настоящее время).

## Источник
- Annuario Pontificio, Libreria Editrice Vaticana, Città del Vaticano, 2003, ISBN 88-209-7422-3
- Булла Accepta arcano, AAS 48 (1956)  (лат.)